# Olympische Sommerspiele 1992/Teilnehmer (Haiti)
| Gelbes Symbol für Goldmedaillen mit stilisierten Olympischen Ringen | Graues Symbol für Silbermedaillen mit stilisierten Olympischen Ringen | Braundes Symbol für Bronzemedaillen mit stilisierten Olympischen Ringen |
| ------------------------------------------------------------------- | --------------------------------------------------------------------- | ----------------------------------------------------------------------- |
| —                                                                   | —                                                                     | —                                                                       |

Haiti nahm an den Olympischen Sommerspielen 1992 in Barcelona, Spanien, mit einer Delegation von sieben Sportlern (allesamt Männer) teil.

## Teilnehmer nach Sportarten

### Judo
- Caleb Jean
Halbleichtgewicht: 24. Platz
- Rubens Joseph
Leichtgewicht: 22. Platz
- Jean Alix Holmand
Halbmittelgewicht: 22. Platz
- Hermate Souffrant
Mittelgewicht: 21. Platz
- Parnel Legros
Halbschwergewicht: 21. Platz

### Leichtathletik
- Claude Roumain
100 Meter: Vorläufe
200 Meter: Vorläufe
- Dieudonné LaMothe
Marathon: 76. Platz